# Nonsense Revolution
Nonsense Revolution è un film del 2008 diretto da Ann Verrall.

## Trama
Dopo una notte di bevute e festeggiamenti, sei amici uccidono accidentalmente il loro amico bisessuale Caz quando questi compare improvvisamente davanti alla loro macchina. Un anno dopo, Caz appare all'amica Tess, una dei sei, sotto forma di angelo ma che solo lei può vedere. Caz informa la ragazza che dovrà riunire il gruppo di amici per l'anniversario della sua morte in modo che lui possa andare avanti, ma le cose non vanno tutte secondo il piano.